# Пачкорія Костянтин Олександрович
Костянтин Олександрович Пачкорія (груз. კონსტანტინე ალექსანდრეს ძე პაჭკორია; нар. 28 червня 1968, Леселідзе, Абхазька АРСР) — радянський та грузинський футболіст, виступав на позиціях півзахисника та нападника. По завершенні кар'єри — тренер.

## Життєпис
Футболом розпочинав займатися в рідному селищі, але незабаром перейшов до ДЮСШ з міста Гагра. У 1986 році провів два матчі у Вищій лізі за «Торпедо» (Кутаїсі). Згодом виступав за грузинські та російські команди. Також виступав в Україні за «Медіту» Шахтарськ (1993—1994) та «Сталь» Алчевськ (1995). З 1997 по 2001 роки грав у брянському «Динамо» і за цей час став одним з лідерів команди. У 2001 році перейшов до молдовського «Ністру».
Останньою командою в кар'єрі Пачкорії стала «Коломна». За неї він провів всього одну гру в розіграші Кубку Росії.
Завершивши спортивну кар'єру Костянтин Пачкорія не пішов з футболу. Протягом довгих років входив у тренерський штаб брянського «Динамо». У вересні 2016 року фахівець став тренером зуєвського «Знамя Труда».